# 茄拔天后宮
23°08′07″N 120°19′37″E / 23.135396°N 120.326952°E

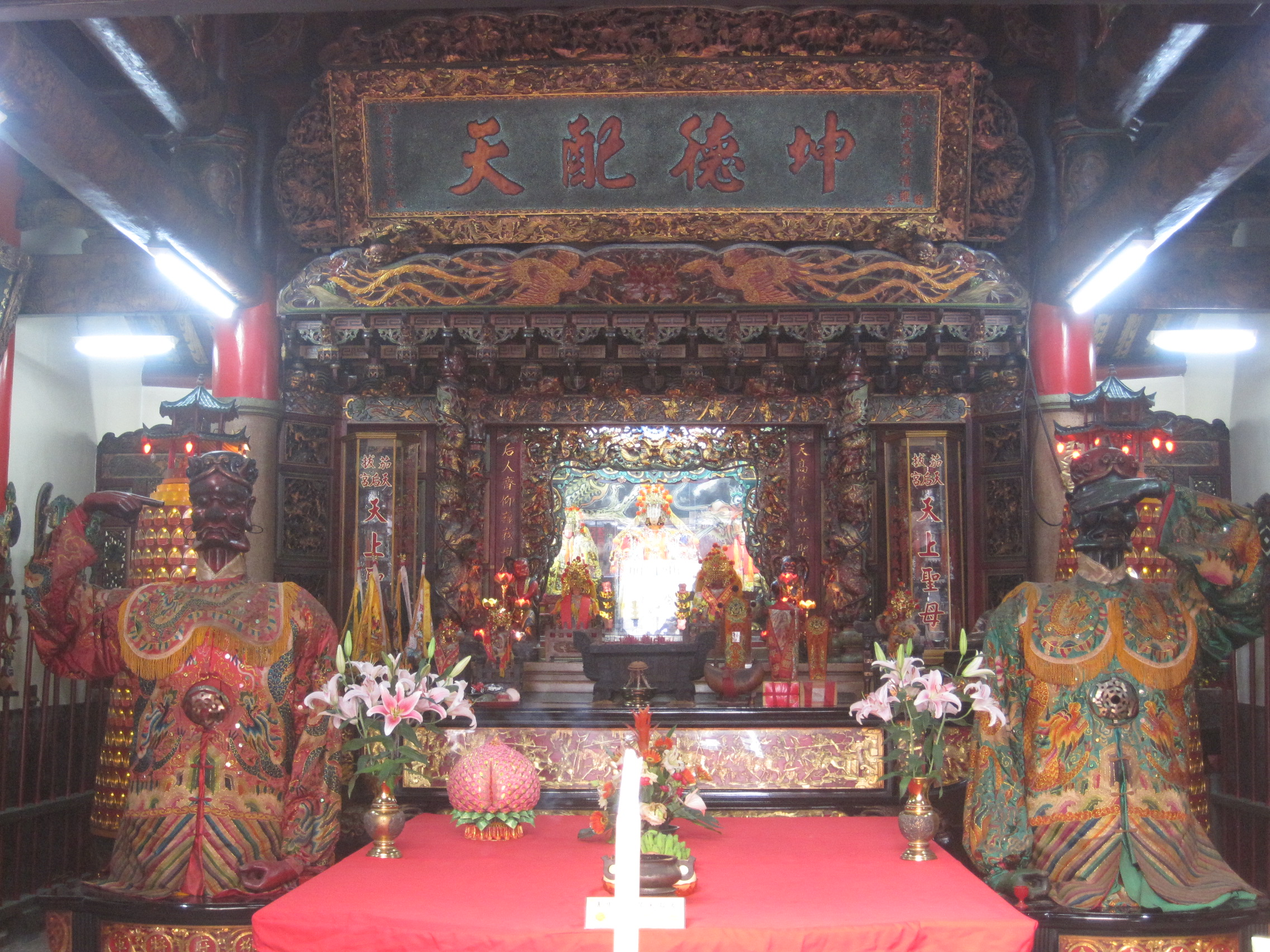
茄拔天后宮正殿

茄拔天后宮位於臺灣臺南市善化區，主祀天上聖母。該廟媽祖神像據說是直接自湄州迎請而來，每四年在媽祖誕辰前會前往鹿耳門請水。
該廟廟埕有一古井，於2010年7月30日公告為歷史建築。

## 沿革

### 立廟由來
根據〈茄拔天后宮沿革〉碑的說法，天后宮的媽祖神像是明永曆十五年（1661年）一位名叫「曾順」的人從湄洲迎請而來。他隨鄭軍來臺之後，輾轉來到茄拔這個地方定居，後來建草茅廟宇供奉。到了明永曆廿四年（1670年）十月，居民曾順、曾快觀提議修建廟宇，將之改成磚造建築，且為坐東朝西。而後該碑記載茄拔天后在雍正十一年（1733）四月因廟宇破舊不堪，遂由居民曾武烈、林語都呼籲重建，且廟宇坐向改成坐東朝西。
而《臺南州祠廟名鑑》的記載則是該廟媽祖是200年前由湄洲請來，而後在咸豐年間（1851年─1861年）建廟。

### 發展

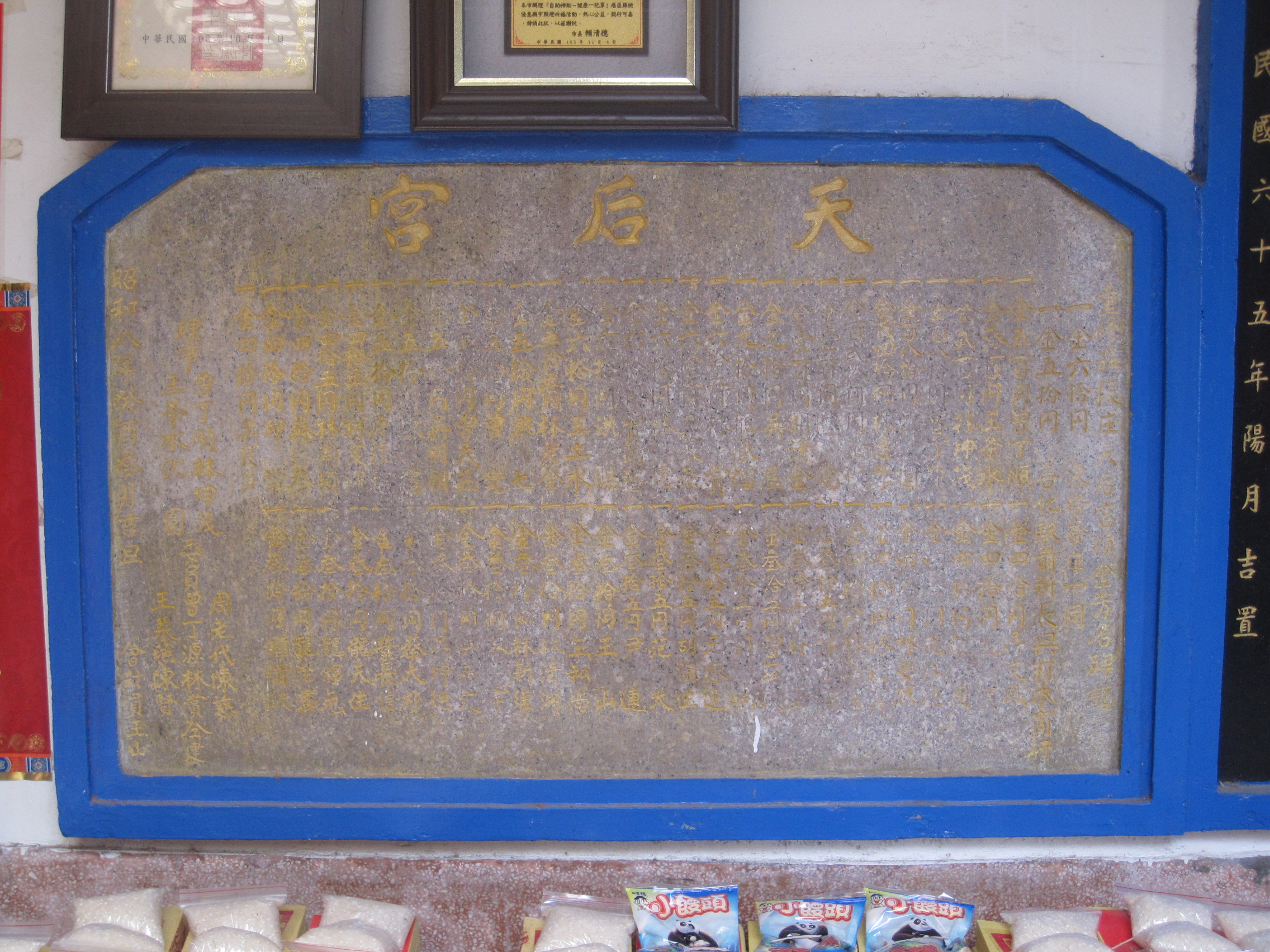
重修茄拔庄天后宮捐金芳名碑記

根據〈茄拔天后宮沿革〉碑之後的記載，該廟在乾隆五十八年（1793年）由龍寶城、林建、王江、林語都、曾定觀等人發起重修。道光三年（1823年）則由劉爾遐、王佛、林從、林頭、劉名顯、林道、王標、林讚、劉天賞、胡光山等人重修。
而在日治時期，該廟曾在昭和年間重修，於昭和八年（1933年）留下了〈重修茄拔庄天后宮捐金芳名碑記〉一碑。
二次大戰後，茄拔天后宮在民國四十七年（1958年）再次重修，之後在民國七十三年（1984年）再次重修。民國八十三年（1994年）於廟埕立延平郡王鄭成功紀念碑與鄭成功雕像。雕像與紀念碑原本位在古井的位置上，到了民國九十四年（2005年）左右廟方欲興建廁所，經指示後在廟埕右側興建，並將雕像與紀念碑向右移動五公尺，使得古井再現。

## 建築配置
- 山門（牌樓）：南、北兩座，位於省道台1線旁。
- 三川殿。
- 拜亭。
- 正殿：主祀天上聖母，配祀註生娘娘、福德正神、順風耳、千里眼。
- 左廂：
  - 鐘樓。
  - 奉祀太祖先師。
- 右廂：
  - 鼓樓。
  - 奉祀田都元帥。
  - 太歲殿奉祀斗姥元君、太歲星君。
- 金爐。
- 延平郡王雕像。
- 古井

## 正殿壁畫
南極星輝
麻姑獻壽

## 獲贈匾額
神靈廣被
后恩浩蕩
母德敷天
護國佑民
廣佈法雲
慈航濟世
神德配天
慈雲普蔭

## 宗教活動

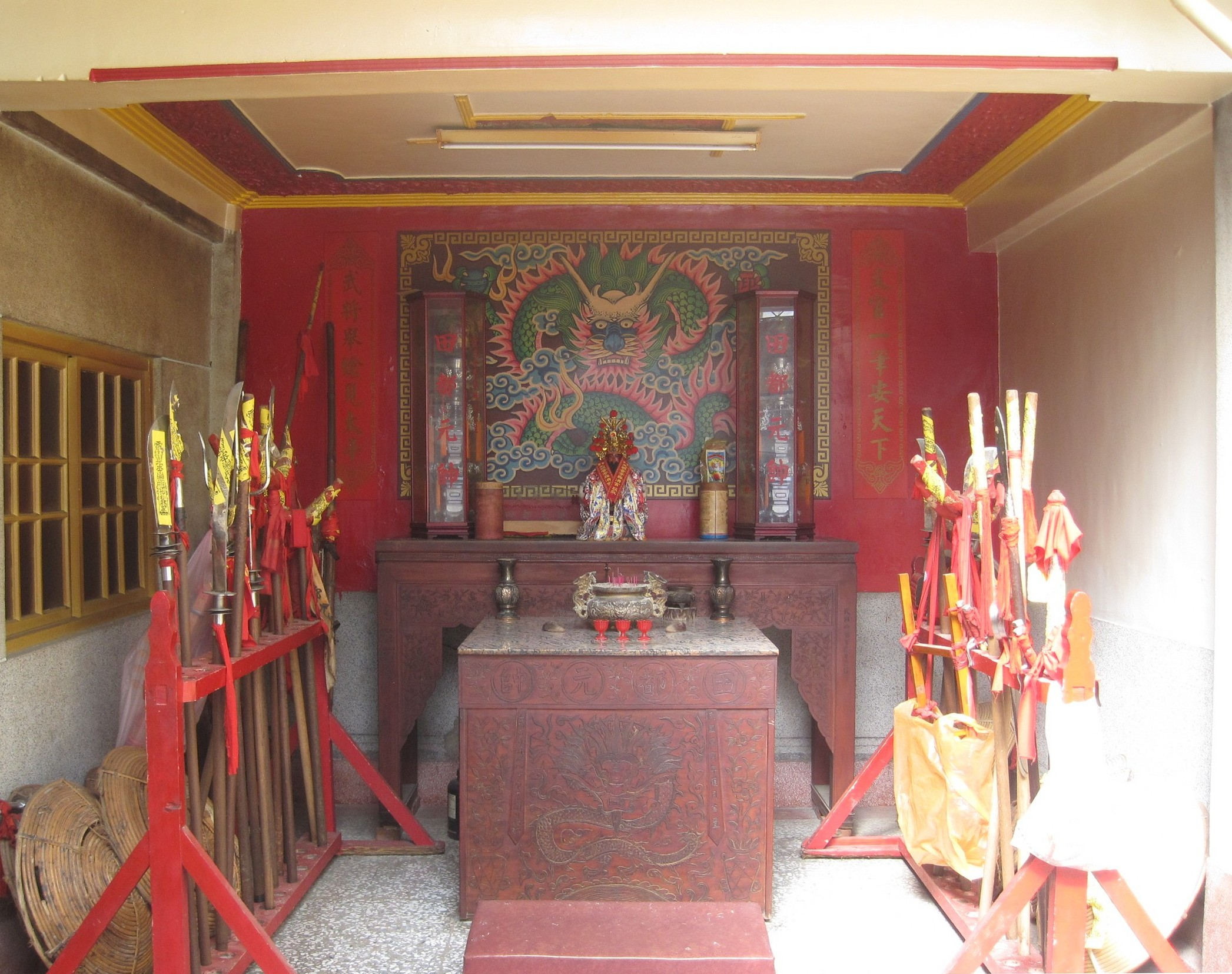
茄拔天后宮田都元帥（宋江陣）

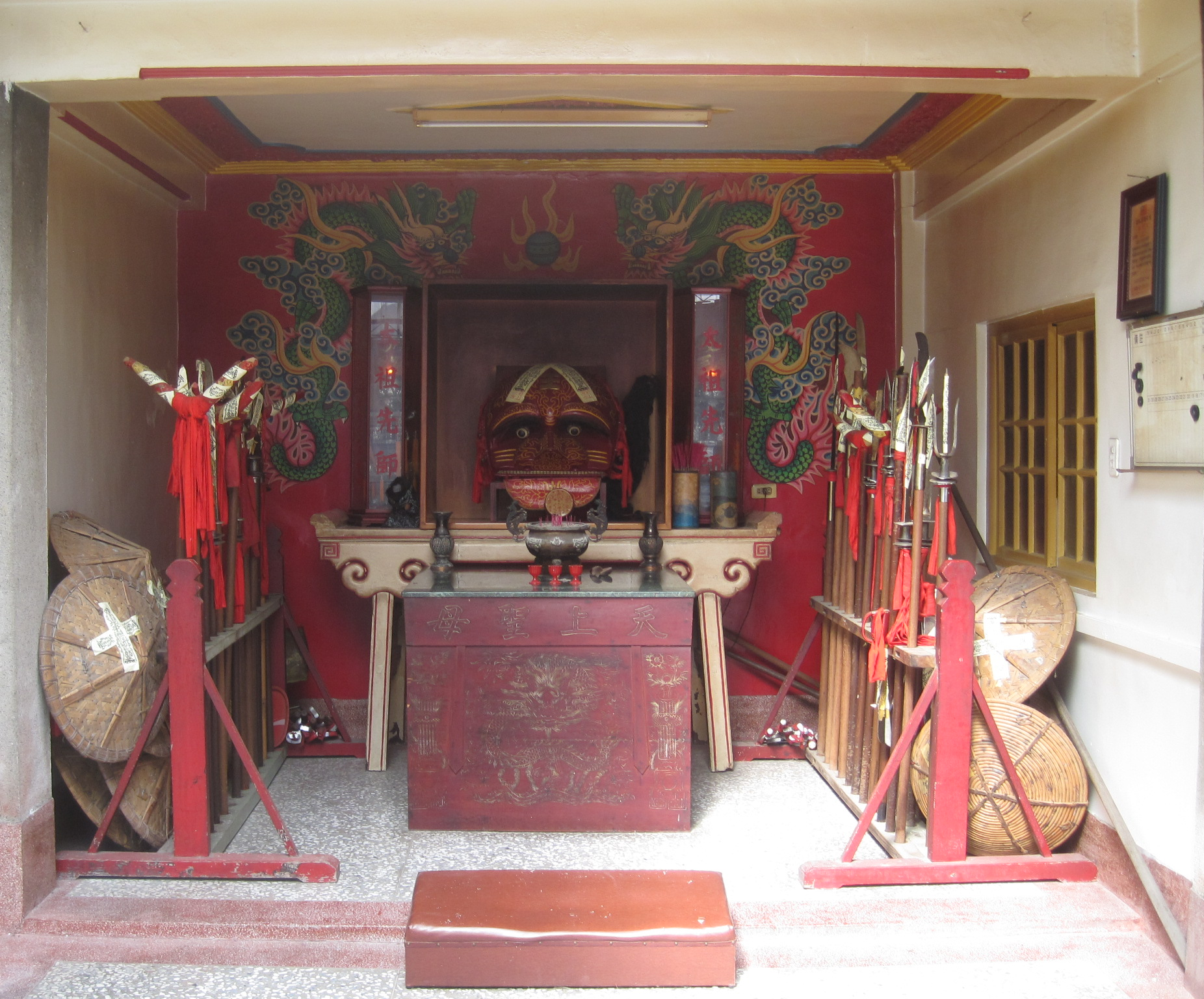
茄拔天后宮太祖先師（金獅陣）

茄拔天后宮的祭祀圈主要就是茄拔地區（善化區嘉南里、嘉北里）一帶，約有上千戶。該廟有著定期到臺南市安南區的鹿耳門請水的習俗。

### 鹿耳門請水
據說為感念先民於鹿耳門登陸之事茄拔天后宮有到鹿耳門遙祭湄洲，請水回宮的習俗。早年是三年一科，步行前往，後來因為社會形態改變，改成四年一次車行前往，之後又增加「調兵」儀式，回程時順便遶境。
| 2010年前往鹿耳門溪口謁祖請水調兵遶境大典行程 | 2010年前往鹿耳門溪口謁祖請水調兵遶境大典行程 |
| -------------------------------------------- | --- |
| 5月1日 （三月十八）                          | 淨油上車出香→友宮參拜遶境→安定保安宮→港仔尾福安宮→港口慈安宮→大同村鎮安宮→六塊寮金安宮→中崙忠安宮→沙崙崑崙宮→新寮鎮安宮→溪心寮保安宮→本淵寮朝興宮→鹿耳門天后宮（參香）→鎮門宮（請水調兵）→駐鹿耳門天后宮 |
| 5月2日 （三月十九）                          | 鹿耳門天后宮出發，沿途友宮拜廟遶境→苦瓜寮朝天宮→小新營祖師廟→善化民安宮→北仔店清水宮→土虱堀聖興宮→三塊寮保安宮→東勢寮慶濟宮→牛庄元興堂→茄拔遶境，返回茄拔天后宮（安座）                                    |

### 交陪
茄拔天后宮的交陪除了請水過程中會拜訪的廟宇外，尚有山上天后宮。山上天后宮的「大媽」分香自茄拔天后宮，原本雙方交情很好，但據說在某次香科因陣頭之事鬧得不愉快，後來山上天后宮蓋牌樓時僅書「玉二聖母」之名號，使得茄拔天后宮感到不受尊重而中斷交誼。後來某次茄拔天后宮要出香，山上天后宮剛好更換主委，表明要讓山上天后宮大媽回「娘家」，雙方才言和恢復交誼。

## 傳說
茄拔天后宮原本坐東朝西，之所以改變成現在的坐西朝東，據說是媽祖遙望故鄉，思鄉情切，結果影響到居民，使得居民情緒不定，使得其他地方的人覺得「茄拔人很兇」，所以才將天后宮轉向。
據說在1958年的重修工程中，有個工人聽說媽祖神像是軟身神像，好奇翻動媽祖衣服查看，回家後就病倒多時，後來這名工人心想可能是自己冒犯了媽祖之故，便到茄拔天后宮祈求原諒，之後便病癒。